# Abbazia di San Zeno (Verona)
L'abbazia di San Zeno di Verona fu eretta nel IX secolo sui resti di un monastero preesistente, le cui origini risalgono al secolo IV. Dell'abbazia sopravvivono la torre abbaziale di San Zeno ed alcuni chiostri che ora fanno parte della basilica di San Zeno. Essa fu molto importante sia per la storia di Verona sia per i rapporti che gli imperatori tedeschi ebbero con l'Italia.
Gli storici hanno accertato la presenza di un sacello paleocristiano del IV secolo nel chiostro, attualmente denominato sacello di San Benedetto, tuttavia la costruzione dell'abbazia vera e propria ha avuto impulso nel IX secolo in età carolingia ed ha avuto sviluppo per volontà dell'arcidiacono veronese Pacifico, del vescovo Rotaldo e del re franco Pipino, figlio di Carlo Magno. Secondo immagini dell'epoca e ritrovamenti recenti, erano presenti una seconda torre situata a nord est e il palazzo dell'Abate, adiacente alla torre abbaziale. Prima dell'ampliamento della cerchia muraria operata dagli Scaligeri, la zona di San Zeno era esterna alle mura e pertanto le costruzioni del rione erano spesso ubicate in modo da essere sicure e ottenere difesa anche se posizionate fuori città: in quella fase storica si sviluppò così il rione protetto proprio dalla presenza dell'abbazia stessa.
Fu distrutta in epoca napoleonica e per questo non seguì la sorte delle proprietà abbaziali veronesi che al sostituirsi dei francesi con gli austriaci entrarono a far parte del demanio austriaco, a volte riscattato come nel caso di Santa Maria in Organo. Dall'inizio dell'Ottocento iniziò un periodo di dismissione dell'antica abbazia benedettina che si concluse a metà del Novecento. Dal dopoguerra in poi furono eseguiti numerosi restauri e ripristini della torre e di parte dell'abbazia originaria, che attualmente sono visitabili e ben mantenute.

## Storia

### Origini paleocristiane e carolinge

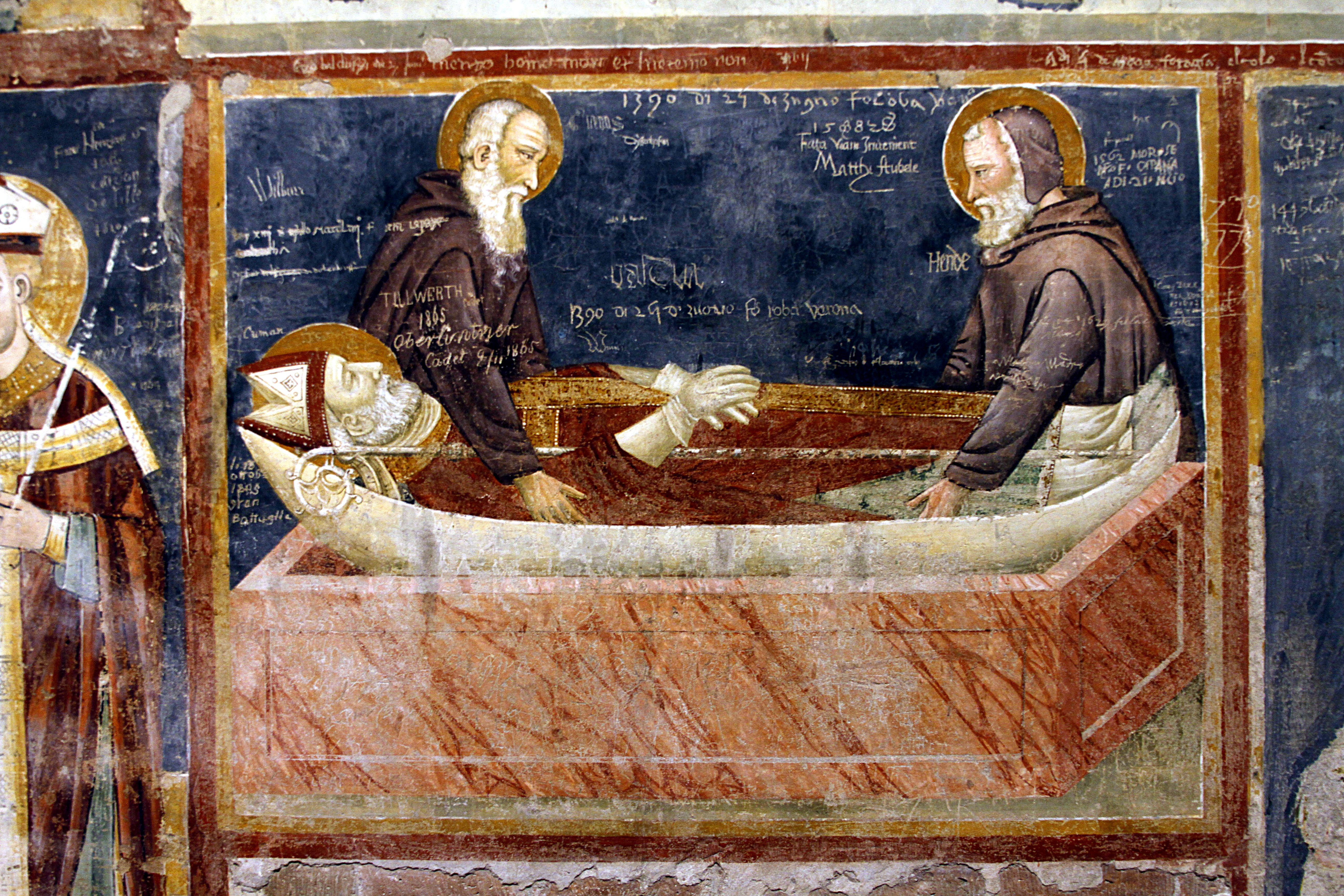
Morte di San Zeno, affresco sulla parete della navata destra della basilica

Non vi sono fonti che permettano di ricostruire la fondazione del monastero di san Zeno a Verona ma si è ipotizzato che la sua origine possa risalire addirittura al IV secolo, quando era in vita il santo stesso. Secondo quanto viene raccontato nella "Cronaca" del notaio veronese Coronato, alla morte di San Zeno (371), sul luogo della sua tomba, venne eretta una prima chiesa da cui poi si sviluppò l'attuale basilica. Secondo quanto riporta Giovanni Battista Biancolini a partire dal 750 il complesso servì come sede vescovile per la diocesi di Verona fino all'804, quando chiesa e monastero vennero distrutti «ab infidelibus hominibus», forse unni o avari ma più probabilmente insubordinati franchi o superstiti ariani.
Due anni più tardi il re d'Italia Pipino e il vescovo Ratoldo decisero che si doveva procedere con la costruzione, in loco, di un nuovo edificio più grande e più degno ad ospitare le spoglie del santo. Secondo quanto si può leggere su un'iscrizione posta all'interno del duomo di Verona, a questa fabbrica dovette sovrintendere, almeno in parte, il celebre Arcidiacono Pacifico. Nel Codice Diplomatico Veronese si legge che è proprio Carlo Magno a confermare i lavori. Il monastero di San Zeno ebbe in possesso: il monastero di S. Pietro di Mauriatica, le chiese di S. Lorenzo di Ostiglia e dei SS. Fermo e Rustico.
Terminati i lavori, tra la fine del IX secolo e l'inizio del successivo, durante la dominazione carolingia, il monastero benedettino crebbe di importanza guadagnandosi un consistente riconoscimento sociale ed economico tanto da riuscire ad emanciparsi dal potere del vescovo. In quest'epoca, e molto probabilmente già da prima, il monastero doveva essere provvisto di uno scriptorium, come d'altronde consuetudine nei cenobi benedettini, ove i monaci erano occupati nella copiatura di codici, tuttavia non ve ne è certezza fino ad almeno il 1315, anno in cui vi sono testimonianze certe della sua presenza; il dibattito è ancora aperto tra gli storici. Non sappiamo molto dei libri qui custoditi ma è certo che i monaci ricevettero da Pipino in dono, oltre a terreni e oggetti di culto, anche «Evangeli scritti a penna tutti ornati di oro e con gemme pretiosi». Inoltre, nel 1940, vennero trovati due manoscritti che certamente facevano parte della biblioteca del monastero, le Institutiones di Giustiniano e il Tractatus in Ioannis evangelium di Sant'Agostino, con quest'ultimo in cui è annotato «Liber monasterii Sancti Zenonis Maioris de Verona». È probabile che proprio qui, tra il XI e l'XII secolo, un monaco anonimo scrisse Vita S. Zenonis e un'Historia translationis S. Zenonis.

### Periodo basso medievale

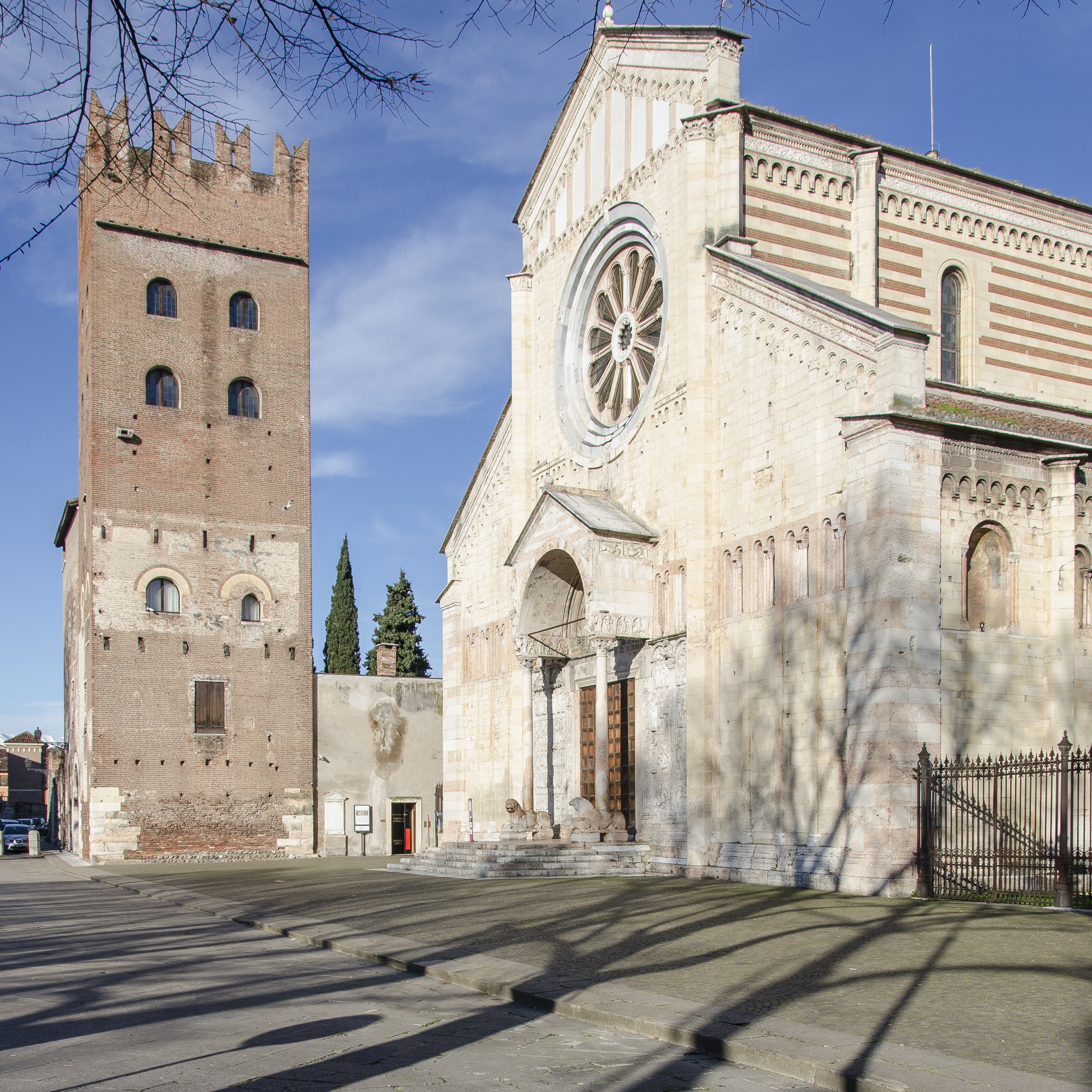
Torre abbaziale, qui probabilmente soggiornò Federico II di Svevia in occasione delle nozze della figlia Selvaggia con Ezzelino III da Romano, celebrate il 23 maggio 1238

Il devastante terremoto del 1117 che colpì la città non risparmiò nemmeno il complesso di San Zeno che riportò ingenti danni. Nonostante ciò il convento continuò a crescere per tutto il XII secolo e venne prontamente ricostruito nelle forme e dimensioni che lo contraddistinguono ancora oggi, secondo il gusto del romanico veronese in voga all'epoca. Il benessere di cui godeva il monastero fu conseguenza sia dei doni che riceveva dai fedeli e dalla diocesi, ma anche e soprattutto dai numerosi privilegi che gli furono concessi dai diversi imperatori nel corso dei secoli, dapprima dai carolingi, poi dagli ottoni, quindi dagli Hohenstaufen; l'ultimo di cui si è a conoscenza venne emanato da Federico II di Svevia nel 1221. Gli imperatori, inoltre, utilizzarono spesso, almeno dalla discesa di Ottone I di Sassonia del 969, il monastero benedettino di San Zeno come luogo di soggiorno.
Sul finire del XII secolo tuttavia iniziò la parabola discendente del monastero nonostante i tentativi dell'abate Gerardo (1163-1187) e dell'abate Ugo (1187-1199) di garantirgli l'antico prestigio. Nonostante ciò la crisi si palesò in tutta la sua drammaticità quando l'abate Riprando venne ucciso dal proprio fratello, il chierico Avanzo.
Nel 1226 Ezzelino III da Romano conquistò il potere a Verona e in tutta la marca trevigiana soggiogando anche la comunità religiosa di San Zeno, creando al loro interno fratture che si palesarono in una sostanziale perdita di autonomia a favore dei membri laici del comune. Il 23 maggio 1238 nella basilica si svolsero le sontuose nozze tra Selvaggia, figlia di Federico II, ed Ezzelino; è molto probabile che l'imperatore risiedette per l'occasione all'interno della torre abbaziale.
A contrastare l'opprimente potere ezzeliniano provò l'abate Pietro che guidò il monastero tra il 1252 e il 1268, affiancato da un unico monaco, tale Cloza, ma tale tentativo non ebbe successo. Interessante notare che durante il periodo comunale il carroccio del comune di Verona veniva custodito all'interno della chiesa di San Zeno, precisamente all'inizio della navata minore di sinistra. Con l'avvento al potere degli Scaligeri l'autonomia del convento si ridusse ancora di più, tanto che, nel 1292, Alberto I della Scala poté imporre come abate, al posto di un abate "vero", il figlio illegittimo Giuseppe; al riguardo Dante Alighieri cita Giuseppe nel canto XVIII del Purgatorio condannandolo all'Inferno, un giudizio che gli storici ritengono fin troppo severo, considerando che Giovanni si adoperò perché aumentassero i monaci presenti, revisionò la documentazione e iniziò i lavori per il nuovo palazzo abbaziale e dell'attuale chiostro. La vicenda si ripropose nel 1321 quando a capo dei benedettini di San Zeno venne posto Bartolomeo I della Scala, figlio naturale di Mastino I e successivamente vescovo di Verona.

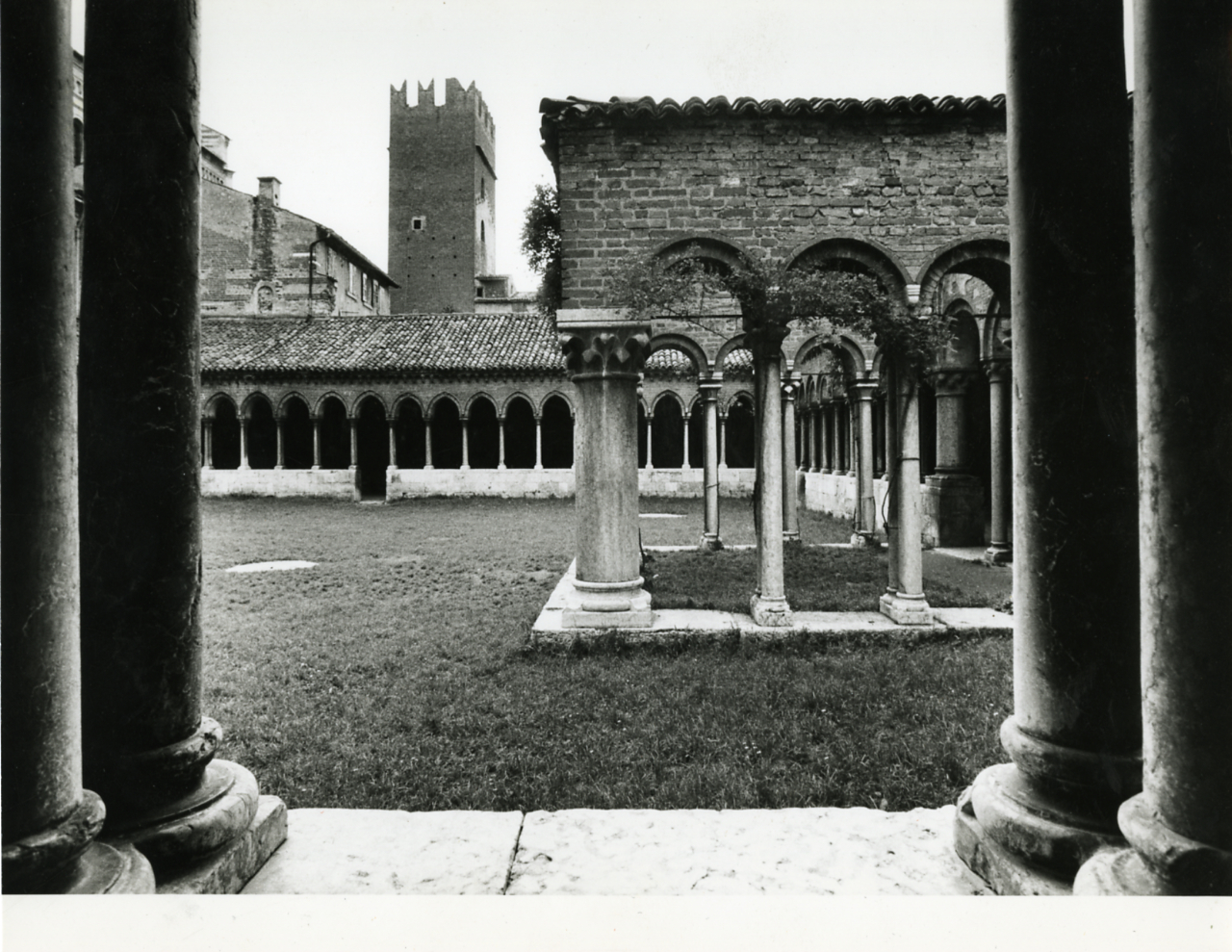
Il chiostro dell'abbazia, la cui costruzione venne iniziata dall'abate Giuseppe della Scala, in una fotografia di Paolo Monti del 1972

Nel 1318 un documento, redatto in scrittura gotica cancelleresca, ci porta a conoscenza della presenza nella biblioteca abbaziale di 29 codici e altri beni di culto. Siccome tale documento menziona solo oggetti religiosi, riguardando il passaggio di consegne tra monaci, non ci è dato sapere se a quell'epoca fossero conservate anche opere a carattere profano. Tra i vari codici citati vi sono due testi della Historia Corporis Christi, due codici con i racconti dei Miracoli di San Zeno, due riguardanti l'ordine benedettino di cui un Liber comenti super regulam, tre messali, di cui uno appartenente al vescovo Adelardo, probabilmente Adelardo Cattaneo degli inizi del XII secolo.
Un secondo inventario di codici contenuti nel monastero, che ne elenca 131, è invece datato 12 maggio 1400 e venne compilato, non tralasciando molte aggettivazioni, dal bresciano Giovanni De Lantanis, studente di arti liberali alla Sorbona di Parigi, su volere di Pietro Emilei, abate di san Zeno tra il 1399 e il 1421.
Tali inventari permettono di supporre che per tutto il XIV secolo lo scriptorium fosse in piena attività e che fosse indirizzato anche a fornire un servizio per i privati oltre che quello legato al culto; si è proposto addirittura che molti degli amanuensi fossero dei laici o comunque non dei monaci. Quello che è certo è che nel 1425 all'interno del monastero fecero la loro comparsa dei monaci tedeschi che si occuparono del lavoro di copiatura.

### Età moderna

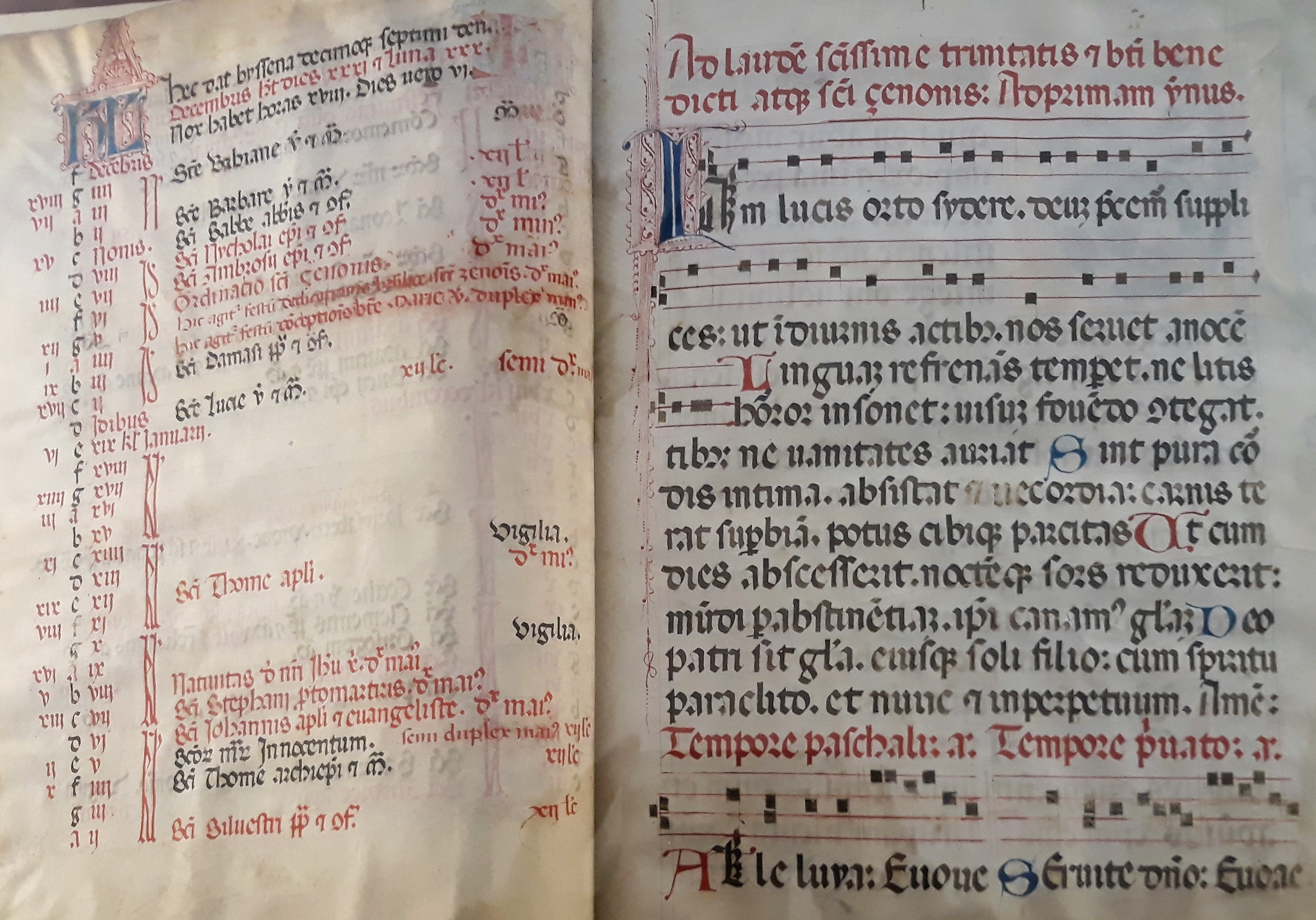
Breviario in uso nell'abbazia di San Zeno nel XV secolo e oggi custodito presso la biblioteca civica di Verona (ms 745)

Nel frattempo era caduta la dinastia scaligera e, dopo una breve parentesi viscontea che non modificò la vita del monastero, si ebbe la dedizione di Verona a Venezia pronunciata il 24 giugno 1405. A seguito di essa si assistette a una perdita di potere da parte dell'aristocrazia locale a favore dei funzionari della Serenissima, un fatto che investì, seppur indirettamente, anche il complesso di San Zeno. Infatti, a partire dal 1425, con la nomina di Marco Emilei da parte di papa Martino V, ebbe inizio il periodo degli abati commendatari non più residenti nel monastero. Il nuovo abate, comunque, operò per risollevare l'andamento del monastero ordinando di separare la mensa abbaziale da quella monastica, stabilendo che i monaci residenti non fossero mai meno di dodici (mentre i frati conversi dovevano essere almeno in tre), che ogni primo maggio dovesse tenersi il capitolo per eleggere il priore con carica annuale e che l'abate non intervenisse nell'amministrazione dei beni temporali. Tra gli atti disposti dall'Emilei si legge a proposito della biblioteca, «cum loco ibidem pro Libraria», che si trovava in un locale situato tra il granaio e il forno a dimostrazione che il numero dei codici era talmente elevato che non potevano più essere custoditi nella sagrestia.

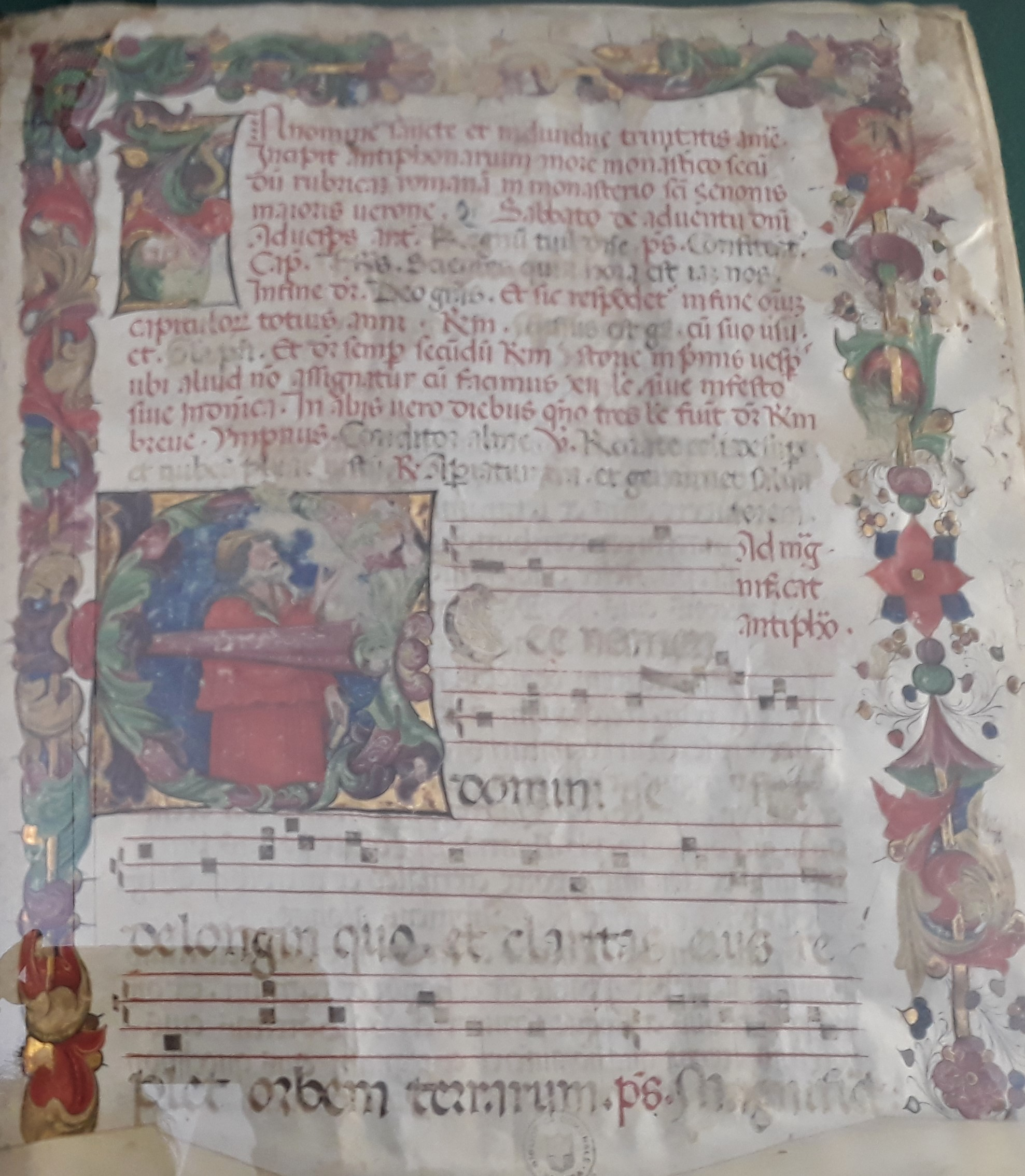
Antifonario in uso nell'abbazia di San Zeno nel XVI secolo e oggi custodito presso la biblioteca civica di Verona (ms 741)

Nel 1433 il camaldolese Ambrogio Traversari ebbe modo di parlare della biblioteca del monastero descrivendola come «sacroru, voluminum copiosa». Essa dovette crescere molto anche tra il 1445 e il 1464 quando abate commendatario fu Gregorio Correr, grande sostenitore della cultura e committente della Pala di San Zeno del Mantegna, conservato ancora oggi all'interno della chiesa. Nel 1472, chiamati con l'intento di rafforzare l'aderenza alla regola benedettina che doveva essere osservata, giunsero nel monastero altri monaci tedeschi che si occuparono anche di raccogliere altri manoscritti.
Le relazioni tra monaci e tedeschi però si incrinarono tanto che i primi arrivarono addirittura a distrugger il carroccio di Verona. Di loro ebbe modo di rilevare un cattivo comportamento anche l'abate commendatario (1567-1577) Giovanni Francesco Commendone che in occasione di una visita parlò di «disciplinam regularem in hoc Monasterio esse valde depravatam, ac fere collapsam [...] Preterea graves excessus in Monasterio factos fuisse» dovendo, di conseguenza, promuovere una «Reformatio monachorum S. Zenoni».

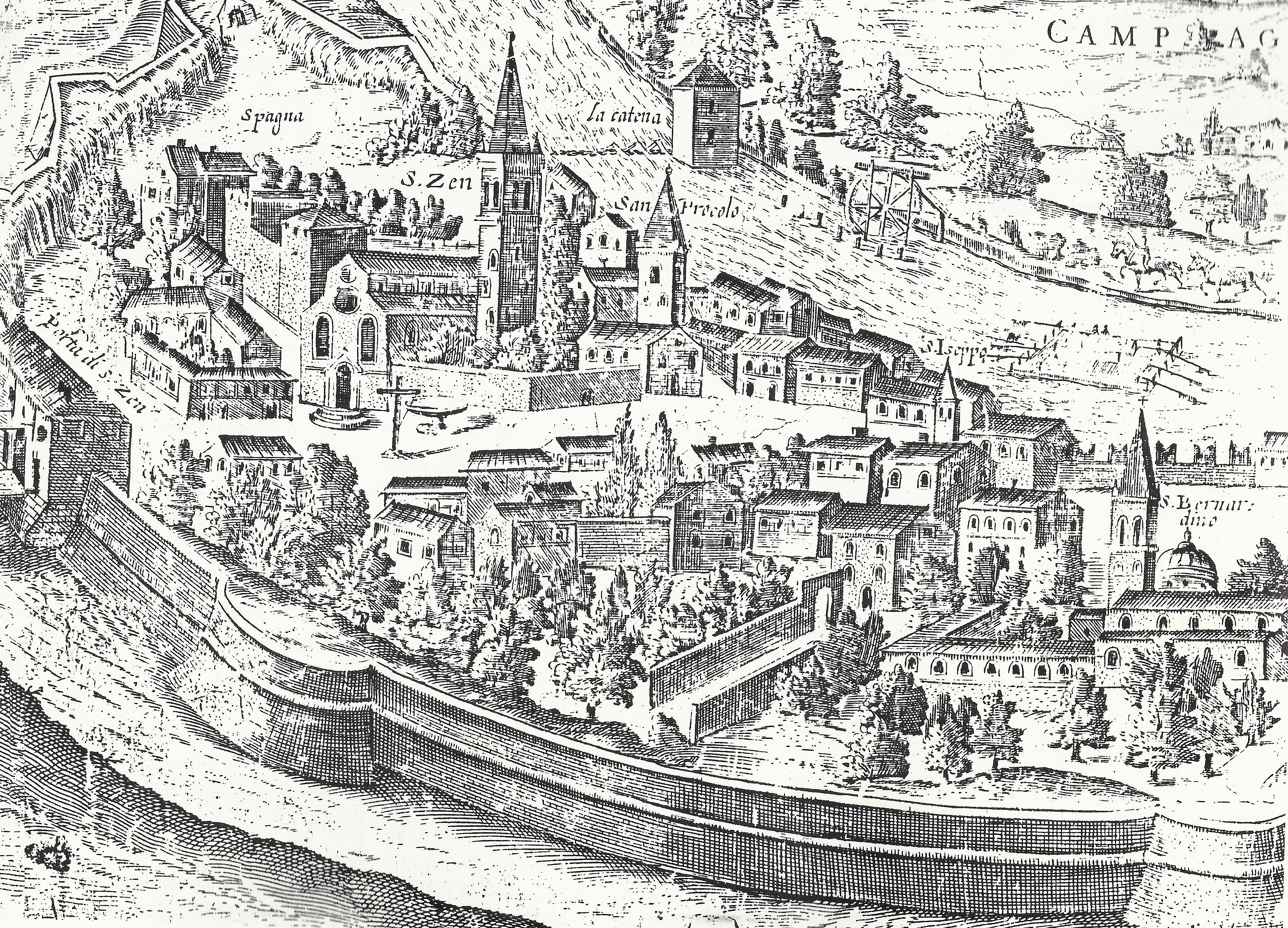
L'abbazia in un disegno di Paolo Ligozzi realizzato intorno al XVII secolo

Fu però solamente la peste del 1630 ad allontanare definitivamente i monaci tedeschi da San Zeno. La terribile epidemia risparmiò solamente un tale Leonardo, converso non professo, e i sacerdoti Giovanni Galingh e Mauro Haymb. I superstiti per prima cosa proposero di richiamare altri tedeschi per riportare il numero dei monaci al minimo di dodici, come stabilito in precedenza. Fu però l'abate commendatario Pietro Contarini ad opporsi a tale idea introducendo a San Zeno quattro monaci vallombrosiani, provenienti dalla vicina chiesa della Santissima Trinità e arrivando ad accusare don Mauro di sottrazione di documenti facendolo, così, incarcerare. Tornato in libertà, il sacerdote tedesco iniziò una dura battaglia per tornare a San Zeno che si concluse con il suo assassinio, avvenuto nel 1637 a Mantova, per mano di un sicario. Da quel momento la Serenissima emanò un decreto con cui si vietava l'inserimento nel monastero di San Zeno di qualsiasi monaco straniero.

### La fine dell'abbazia

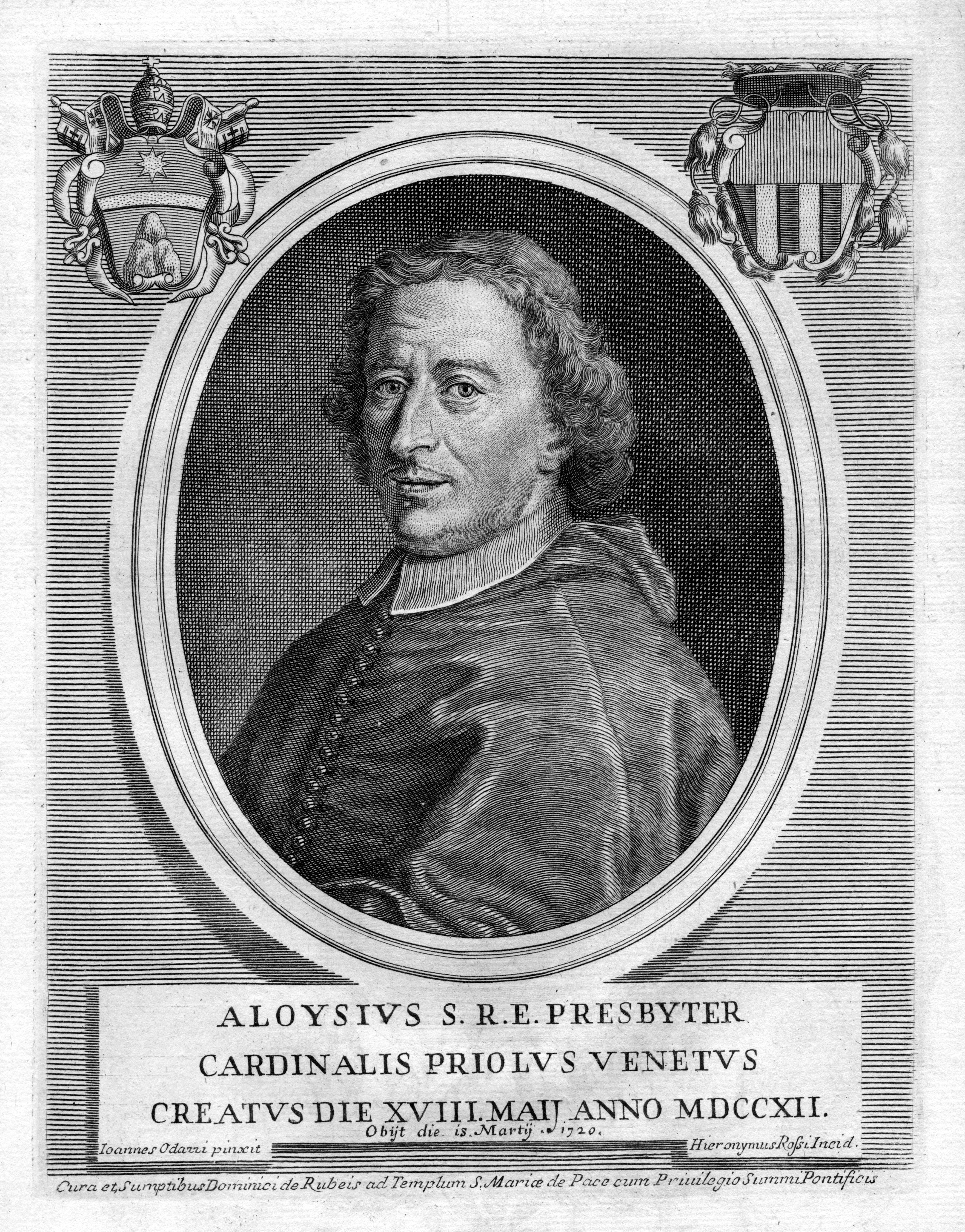
Il cardinale Luigi Priuli, benefattore dell'abbazia

Nel 1684 il cardinale Luigi Priuli assunse la carica di abate commendatario che tenne fino alla sua morte avvenuta nel 1720. Grazie a lui il monastero ricevette diversi donativi e anche in punto di morte ricordò San Zeno tanto da lasciargli nel testamento moltissimi dei suoi libri, oltre a chiedere che il suo cuore potesse essere sepolto davanti all'altare maggiore, desiderio che venne esaudito e ancora oggi è possibile vedere una lastra di marmo nero dove venne inumato. Sulla porta di ingresso della biblioteca del monastero i monaci posero un'epigrafe a ricordare la generosità del Priuli verso di loro, su cui vi è scritto «PRAECLARUM HUIUS BIBLIOTHECAE CUM DOTE // UNCREMENTUM ALOYSII CARD. PRIOLO AB. // COM. EX TEST. MUNUS XVI MARTII MDCCXX».
Pochi anni più tardi la biblioteca del monastero continuava ad espandersi grazie ad un altro lascito, questa volta del veronese Ludovico Perini che nel suo testamento, redatto il 14 gennaio 1731 donò tutti i suoi libri.
Il 5 dicembre 1770 il senato veneziano emanò un decreto con cui si impose la soppressione di quattro monasteri benedettini, tra cui quello di San Zeno a Verona. Inizialmente venne previsto di traslare i libri della biblioteca presso la basilica di San Giorgio Maggiore a Venezia ma, grazie all'opposizione di alcuni cittadini veronesi, essi poterono rimanere al loro posto affinché venisse fondata una "Pubblica Libreria". Secondo quanto riportato nel trattato Beschreibung Verschiedener Biblioteken in Europa del prete e bibliotecario Adalbert Blumenschein (1720 circa-1781), sembra che questa biblioteca si trovasse ancora nel convento e che fosse accessibile agli studiosi solo di rado, forse solo due volte ogni tre mesi.
Nel 1771 il comune di Verona acquistò per 2 400 ducati il monastero e venne deciso di trasferire la biblioteca in un punto più centrale della città. Con la successiva acquisizione della chiesa di San Sebastiano si poté dar atto a quest'intenzione e così nel 1792 nacque, sulla base del fondo libraio proveniente dal monastero, la Biblioteca civica di Verona. Infine, nel 1797, a seguito della dominazione napoleonica venne sancita definitivamente la soppressione della mensa abbaziale di San Zeno.

## I possedimenti dell'abbazia

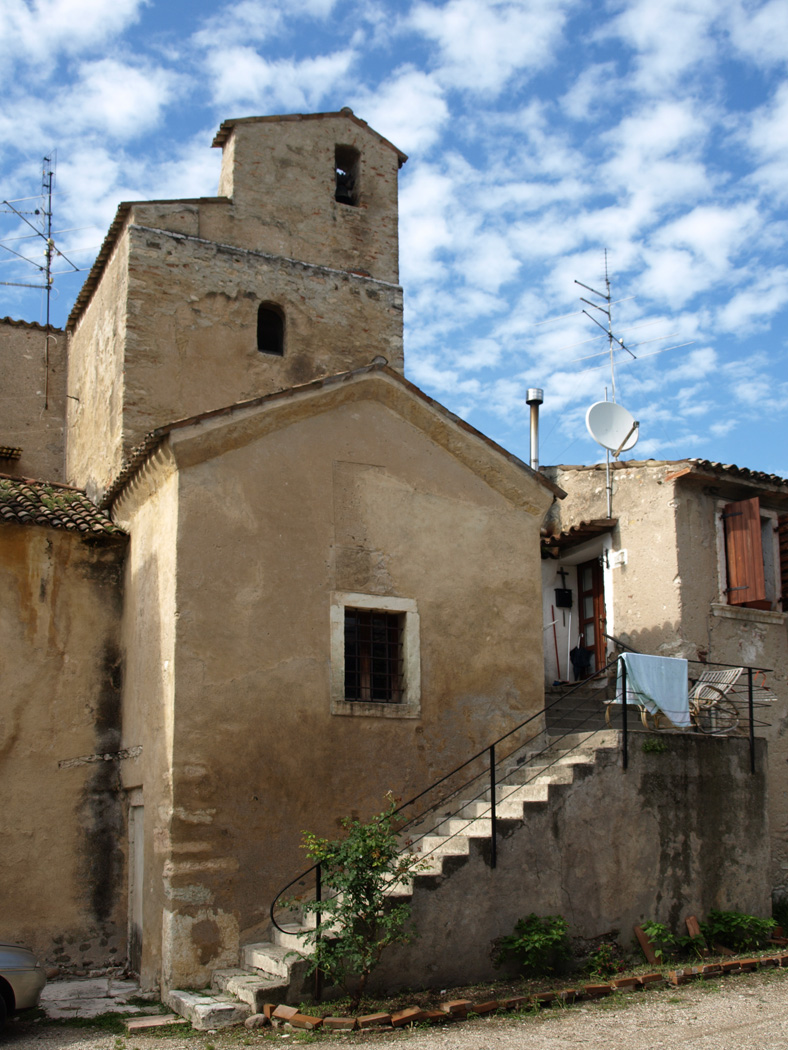
La Chiesa di San Zeno a Bardolino, una delle proprietà dell'abbazia

Il monastero benedettino di San Zeno già nel IX secolo era già riccamente dotato, ma nel secolo successivo aumentò notevolmente le proprietà e procedette su gran parte di esse all'incastellamento. Un privilegio dell'imperatore Enrico II il Santo del 1014 consente di conoscere l'ampiezza esatta dei territori su cui aveva giurisdizione l'abbazia in quel momento: i villaggi di Ostiglia e Villimpenta con i boschi adiacenti, i castelli di Moratica (oggi nel comune di Sorgà), Erbé, Trevenzuolo, Vigasio e Romagnano, più diverse proprietà sparse, anche consistenti, come ad esempio a Bardolino. Due altri diplomi dello stesso secolo confermarono anche le proprietà dei castelli di Montecchio di Fumane, Pastrengo, Capavo (nel comune di Negrar) e "Isola Nonense". Intorno alla basilica, inoltre, venne a formarsi col tempo l'omonimo abitato su cui l'imperatore Enrico IV, nel 1084, diede piena giurisdizione al monastero; il territorio era ben più ampio del solo borgo ma si estendeva dalla chiesa (distrutta) di San Martino Acquario, su cui si sarebbe poi sorto Castelvecchio, fino al Chievo.
Meno fortunato fu il XIII secolo, quando una profonda crisi investì il monastero, dalla quale riuscì a uscire grazie agli interventi dei principi di Verona, i Della Scala, e all'abate Giuseppe della Scala, il quale si impegnò a ricostituire il patrimonio e a riorganizzare l'amministrazione dei possedimenti. Nonostante questo verso la fine del XIV secolo, conclusasi la signoria scaligera, le terre soggette all'abbazia erano ormai una piccola parte rispetto a quelle dell'età comunale. Nel Quattrocento la situazione non cambiò sostanzialmente, tuttavia San Zeno riusciva ancora a detenere la giurisdizione su Erbé, Roncolevà, Trevenzuolo, Moratica, Pigozzo, Romagnano e Cellore, però a partire da questo secolo le giurisdizioni, meglio conosciute come vicariati, non consentivano più all'abate di possedere un ruolo politico, amministrativo e militare, come avveniva nei secoli precedenti, ma piuttosto rimanevano semplicemente una fonte di reddito, comunque limitata dal governo veneto e dell'ingerenza del comune di Verona.

### I possedimenti sul monte Baldo
Per l’età longobarda e altomedievale ci sono poche informazioni sui possessi del monastero sul monte Baldo. Tra IX e X secolo San Zeno possiede terre sul lago di Garda, ma si tratta della curtis di Meleto a Bardolino e della curtis di Lazise, entrambe localizzate nelle zone a sud del Baldo.
In alcune fonti viene però citata come parte dei territori del monastero di San Zeno una località chiamata Vallis Trusa o Strusa, che è molto probabilmente una zona montuosa del Baldo sovrastante Caprino Veronese. In età carolingia questa terra era di proprietà del fisco regio, ma nell’810 circa Pipino figlio di Carlo Magno la donò a San Zeno. In un placito dell’880 la Vallis Strusa viene appunto considerata di proprietà del monastero: si tratta di una controversia tra quest'ultimo e un privato, Rotekario, che avrebbe fatto pascolare illecitamente i suoi animali in questa zona appartenente non a lui ma al monastero. Infine, in un diploma del 1221 di Federico II, egli conferma a San Zeno il possesso di Valle Trusa e di Costa Blota, cioè la parte del monte Baldo subito sopra Caprino. Quindi la cosiddetta Valle Strusa sembra far parte delle terre del monastero di San Zeno già dal IX secolo.
Anche alcune terre a Brenzone e Malcesine appartengono fin dal IX secolo ai beni del monastero di San Zeno e rimangono in suo possesso fino al XII secolo, come testimoniano il diploma di Federico I del 1162 e altri diplomi di XI-XII secolo. Anche nel XIII secolo esse sono sotto il controllo del monastero: lo si capisce dal fatto che sono documentate, in modo ancora più dettagliato rispetto al periodo precedente, le attività di affitto di terre in queste zone da parte di esso. In generale però, per tutta l’età medievale vi è scarsa documentazione scritta, soprattutto su Malcesine.
Ci sono tuttavia alcuni riferimenti più dettagliati per quanto riguarda Brenzone. Nel diploma di Enrico II del 1014 compare come possesso di San Zeno la chiesa di S. Vito in Curia Venti, cioè nell’attuale località di Porto di Brenzone. Un documento del 1023 mostra che a Campo di Brenzone vi sono alcuni dipendenti del monastero, e qualche zona in questa località continua a essere parte dei suoi possedimenti anche nel XII secolo. Secondo alcuni documenti del XII secolo vi è a Borago (altra località nel territorio di Brenzone) una curtis appartenente a San Zeno. La chiesa di San Zeno di Castelletto a Brenzone (conosciuta come San Zeno de l’Uselet) non faceva parte invece dei possedimenti del monastero di Verona.
Appartengono ai beni di San Zeno anche alcune terre a Caprino Veronese, secondo alcuni diplomi di XI secolo, e a Gaium (località di Rivoli Veronese), secondo il diploma del 1162 di Federico I. Nel 1194 viene stilato da parte del monastero un inventario di beni, tra cui compaiono appunto le località di Caprino e della sua frazione Pazzon. Sempre in questo periodo, tra 1193 e 1195, San Zeno dà in locazione alcuni campi sul monte Blotus, probabilmente da localizzare nelle vicinanze di Pazzon. Alla fine del XII secolo il monastero raccoglie beni provenienti, oltre che dalla più volte citata località di Pazzon, anche da Malcesine e da Brenzone.
La chiesa di San Zeno a Bardolino, dipendente dal monastero di San Zeno di Verona, aveva a sua volta possedimenti a Caprino, a Boi (Caprino Veronese) e sul monte Blotus, tra XII e XIII secolo.
I documenti di XIII secolo che riportano i pagamenti dei canoni a San Zeno mostrano che tra le terre date in locazione (e che quindi appartengono al monastero) compaiono le località di Malcesine e Brenzone e di Castion (Costermano). In quelli di XIV secolo vi sono Marciaga e Castion (entrambe localizzate a Costermano) e di nuovo Brenzone. In un registro del 1309 inoltre sono presenti beni posti a Caprino. Come si è potuto notare dunque, quest'ultima, insieme a Brenzone, è una delle zone maggiormente legate, in età medievale, ai possessi di San Zeno sul monte Baldo.

## Edifici superstiti

### Chiesa

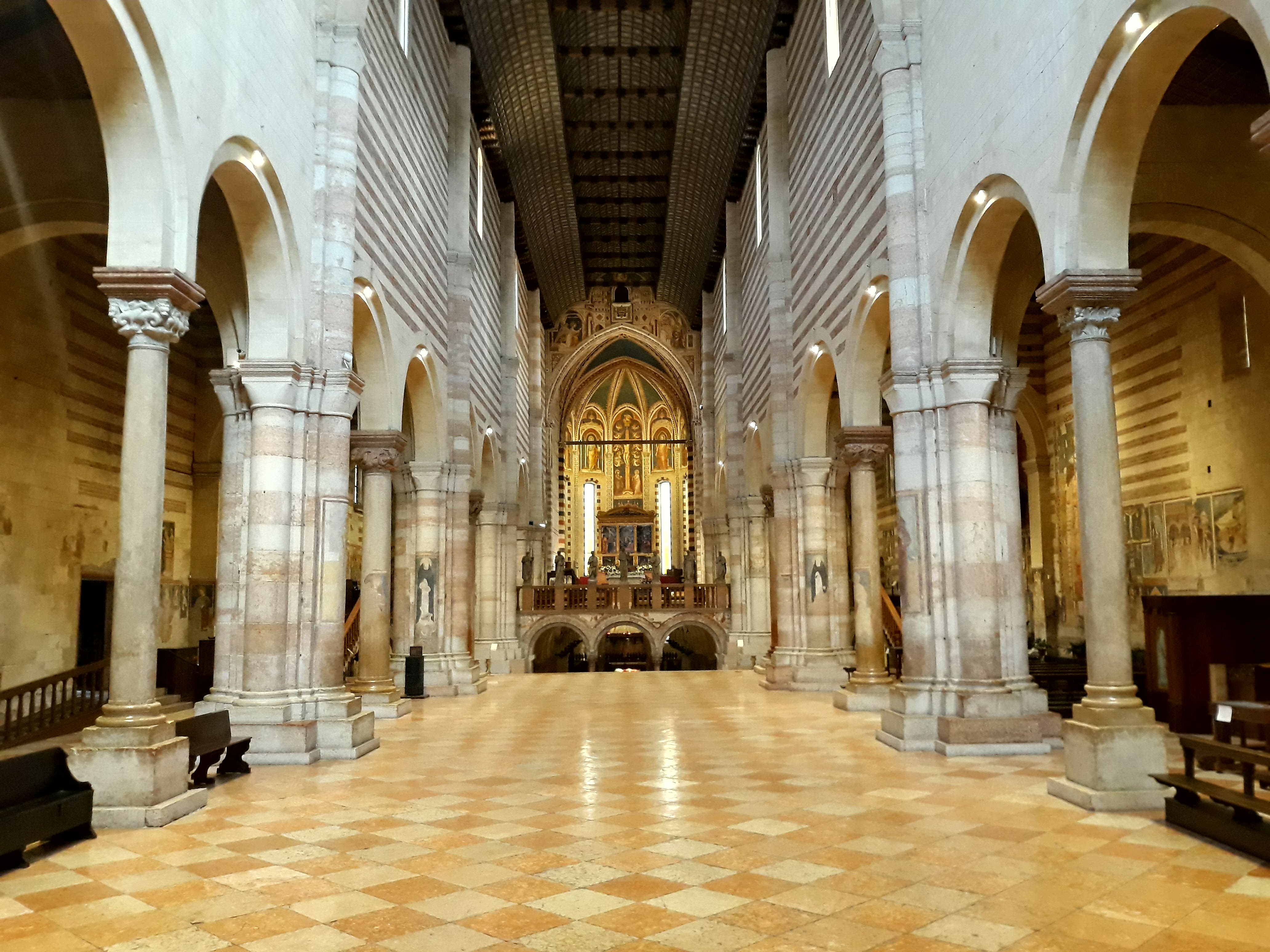
Interno della chiesa, si noti il pontile-tramezzo che divide l'aula dal presbiterio sopraelevato. Attraversando i tre archi si giunge nella cripta

L'attuale chiesa, realizzata sul luogo ove almeno altri cinque edifici religiosi erano sorti in precedenza, mantiene sostanzialmente inalterata la sua origine medievale rappresentando un esempio di architettura romanica veronese. L'interno è a pianta basilicale con l'aula divisa in tre navate da due file di possenti pilastri con sezione cruciforme alternati a colonne. Il soffitto è ligneo a forma di carena di nave con raffinate decorazioni ed è stato realizzato tra il 1385 e il 1389. Originariamente le pareti interne dovevano essere interamente ricoperte da affreschi di cui oggi ne rimangono solamente alcuni, di taluni solo porzioni. La critica suole attribuirli per la maggior parte ad un primo e ad un secondo "maestro di san Zeno", in realtà due gruppi di frescanti operanti in città, rispettivamente nel secondo quarto e nella seconda metà del XIV secolo. Come autori di ulteriori affreschi sono stati proposti i pittori Martino da Verona e Altichiero da Zevio, o perlomeno allievi della loro scuola. Sulla navata di destra vi è una pala d'altare di Francesco Torbido.

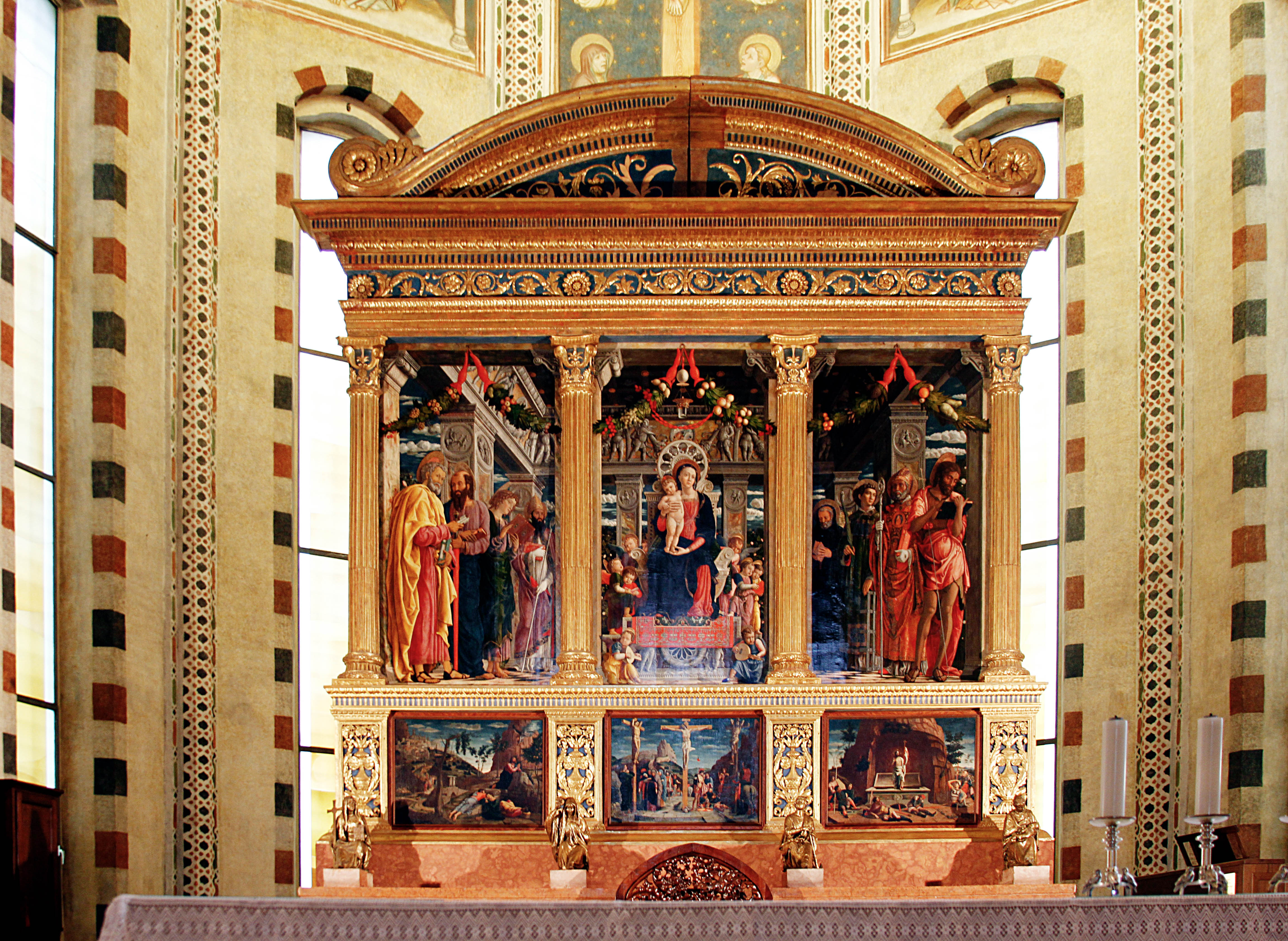
Pala di San Zeno di Andrea Mantegna

Il presbiterio si trova ad un livello superiore rispetto alla navata e ci si accede attraverso due scalinate che superano un pontile-tramezzo decorato da statue. Dietro l'altare maggiore, realizzato reimpiegando il sarcofago dei santi Lupicino, Lucillo e Crescenziano, vi è la celebre pala di San Zeno del pittore mantovano Andrea Mantegna. Nella piccola abside di sinistra vi è stata, invece, collocata la statua di San Zeno che ride, datata intorno al XIII secolo, la quale ha suscitato interesse nella critica per l'originale rappresentazione del soggetto. Al di sotto del presbiterio, al livello più basso dell'intero edificio, vi è un'ampia cripta il cui soffitto è composto da 54 volte a crociera sostenute da archi poggianti su 49 colonne.

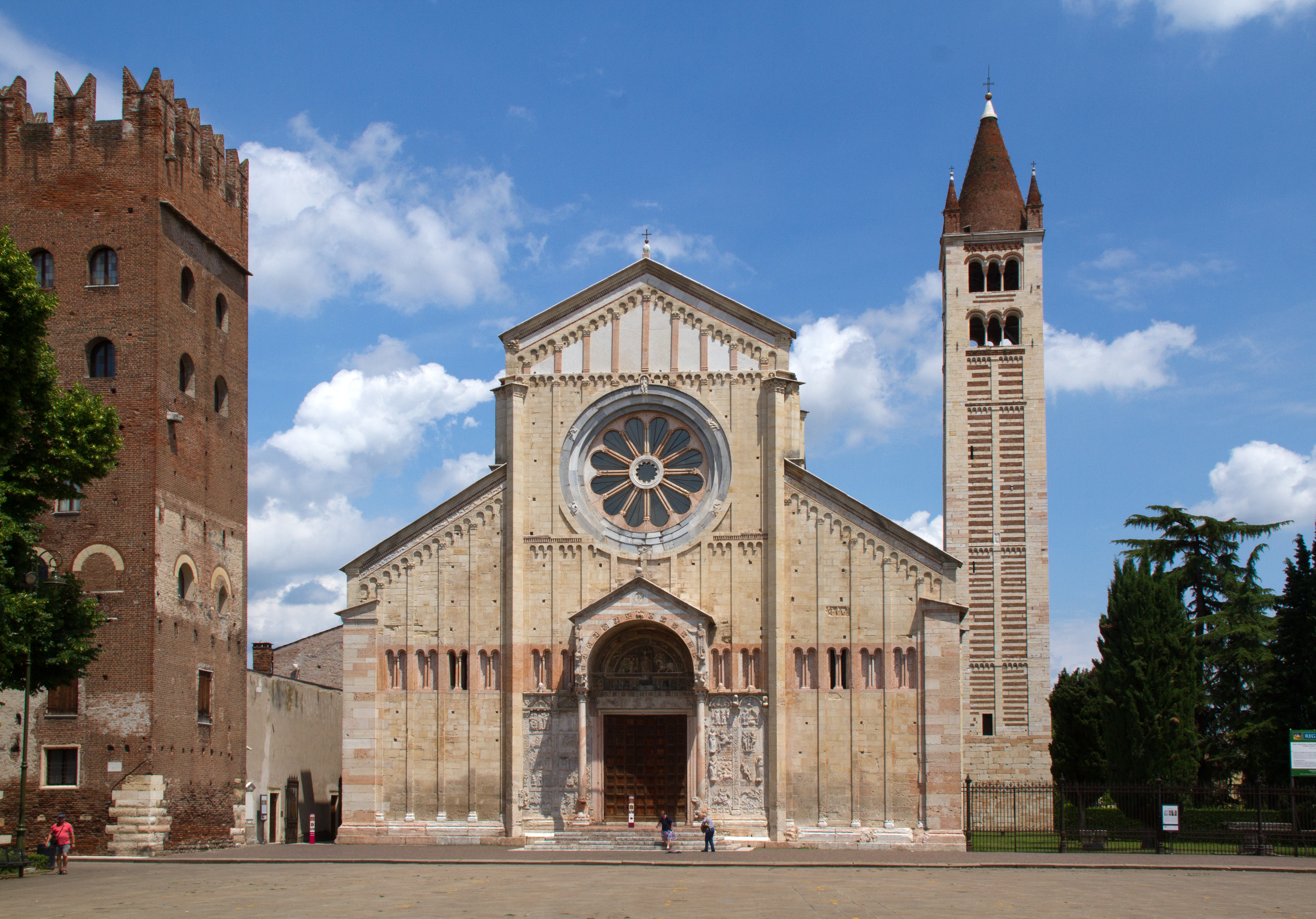
Facciata della basilica

Celebri sono anche le formelle bronzee del portale, opera di diversi maestri fonditori medievali, e il grande rosone della facciata, chiamato "Ruota della Fortuna", realizzato del lapicida Brioloto de Balneo. Sempre sulla facciata, degni di nota sono i bassorilievi ai lati del portale: quelli di sinistra sono attribuiti al maestro Guglielmo e ai suoi aiutanti, mentre quelli a destra appartengono al maestro Niccolò e alla sua scuola. All'interno della lunetta del protiro vi è un ulteriore bassorilievo raffigurante la Consacrazione del Comune veronese che, oltre al suo valore artistico, rappresenta anche un importante documento storico che permette di attestare la nascita del comune medievale veronese al 1138, data di realizzazione dell'opera.
I lavori di costruzione dell'attuale campanile incominciarono nel 1045 con l'abate Alberico e terminarono intorno al 1178 grazie all'intervento del "maestro Martino". Si trattò quindi di un lungo cantiere interrotto solo dal terremoto del 1117, cui seguì il restauro del 1120. Esso poggia su un'imponente zoccolatura a pianta rettangolare realizzata in conci di viva pietra. L'utilizzo della pietra continua anche al di sopra del basamento, sia negli spigoli della canna che nella lesena centrale di ogni faccia, mentre nello spazio interposto tra questi vi è un uso alternato dei corsi di tufo e di cotto. La cella campanaria è dotata da due ordini sovrapposti di trifore per ogni lato e, fin dal 1498, vi sono ospitate 6 campane, di cui la più grande, fusa nel 1423, sfiora la tonnellata di peso. Delle più vecchie campane non ci rimane che la piccola ottagona e priva di scritte, detta "del figar". La canna termina con modanature lisce di tufo. Infine, sui suoi spigoli si ergono quattro pinnacoli tutti in laterizio; anche la grande pigna centrale è realizzata totalmente in laterizio.

### Torre abbaziale

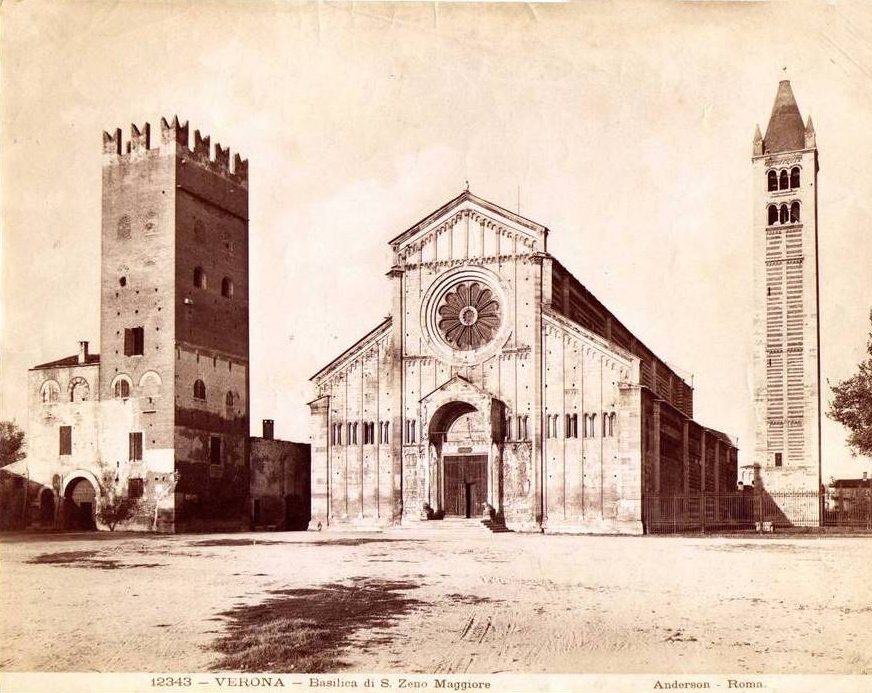
Il complesso di San Zeno con la torre abbaziale in una fotografia del XIX secolo

La costruzione della torre, che viene menzionata per la prima volta in due documenti del 1169, ebbe luogo in almeno due diverse fasi: molto probabilmente la prima edificazione è databile al XII secolo, mentre in quello successivo avvenne la sopraelevazione, come si può notare dai laterizi utilizzati, di diversa qualità nelle due zone, e dai caratteri delle finestre, con ghiere in tufo in basso e in cotto in alto.
Nel XIV secolo vi venne addossato lungo la parete settentrionale un secondo fabbricato, tanto alto che andò quasi a coprire il balcone del terzo piano della torre. Questo secondo fabbricato, noto anche come "palazzo dell'Abate" venne parzialmente demolito agli inizi del XIX secolo, quindi oggi la parte rimanente è mostra un piano in meno e una lunghezza dimezzata rispetto al primo edificio. Questo complesso, che aveva al piano terreno l'accesso al monastero, era destinato all'abate e agli ospiti più prestigiosi, visto che l'abbazia fino ancora al XIV secolo fungeva da albergo per gli imperatori del Sacro Romano Impero.
All'interno del complesso è presente un originale dipinto raffigurante un corteo di vari popoli che si avviano a rendere omaggio a un sovrano, con una città turrita sullo sfondo. Si tratta di un dipinto piuttosto insolito a causa degli appariscenti copricapi che rendono distinguibili i diversi popoli, ma anche per le difficoltà di interpretazione iconografiche e per la singolare tecnica pittorica utilizzata. Inoltre è presente un frammento d'affresco che rappresenta la parte inferiore di una "Ruota della Fortuna", con una figura umana aggrappata e la scritta «sum sine regno», lo stesso soggetto che si trova nel rosone posto sulla facciata della basilica di San Zeno, opera eseguita tra la fine del XII secolo e l'inizio di quello successivo dal maestro Brioloto de Balneo.

### Chiostro

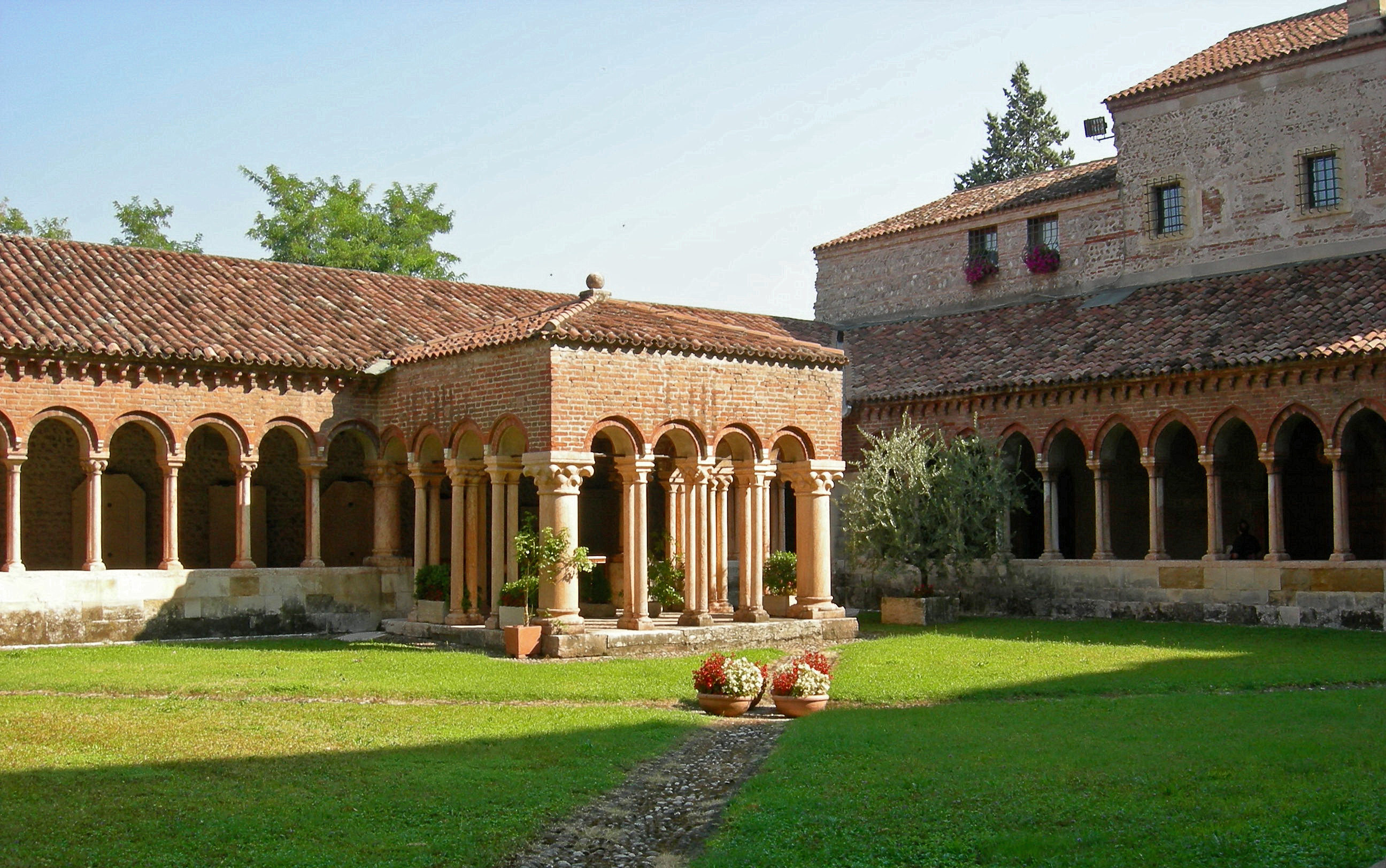
Chiostro dell'abbazia con l'edicola sporgente ove una volta era collocato il pozzo

La prima attestazione della presenza del chiostro lo fa risalire al X secolo ma la sua attuale sistemazione la si deve ad un rinnovamento operato tra il 1293 e il 1313. I quattro lati sono formati da arcatelle a sesto acuto su due lati e ad arco a tutto sesto su altri due, sorrette da colonnine binate realizzate in marmo rosso di Verona. Sul lato settentrionale sporge un'edicola quadrangolare in cui si trovava l'antico pozzo dell'abbazia. Sui muri perimetrali degli ambulacri sono posti sarcofagi e lapidi sepolcrali, tra cui si distingue la tomba di Giuseppe della Scala, risalente al 1313 e arricchita da una lunetta con affresco di un pittore di scuola giottesca.

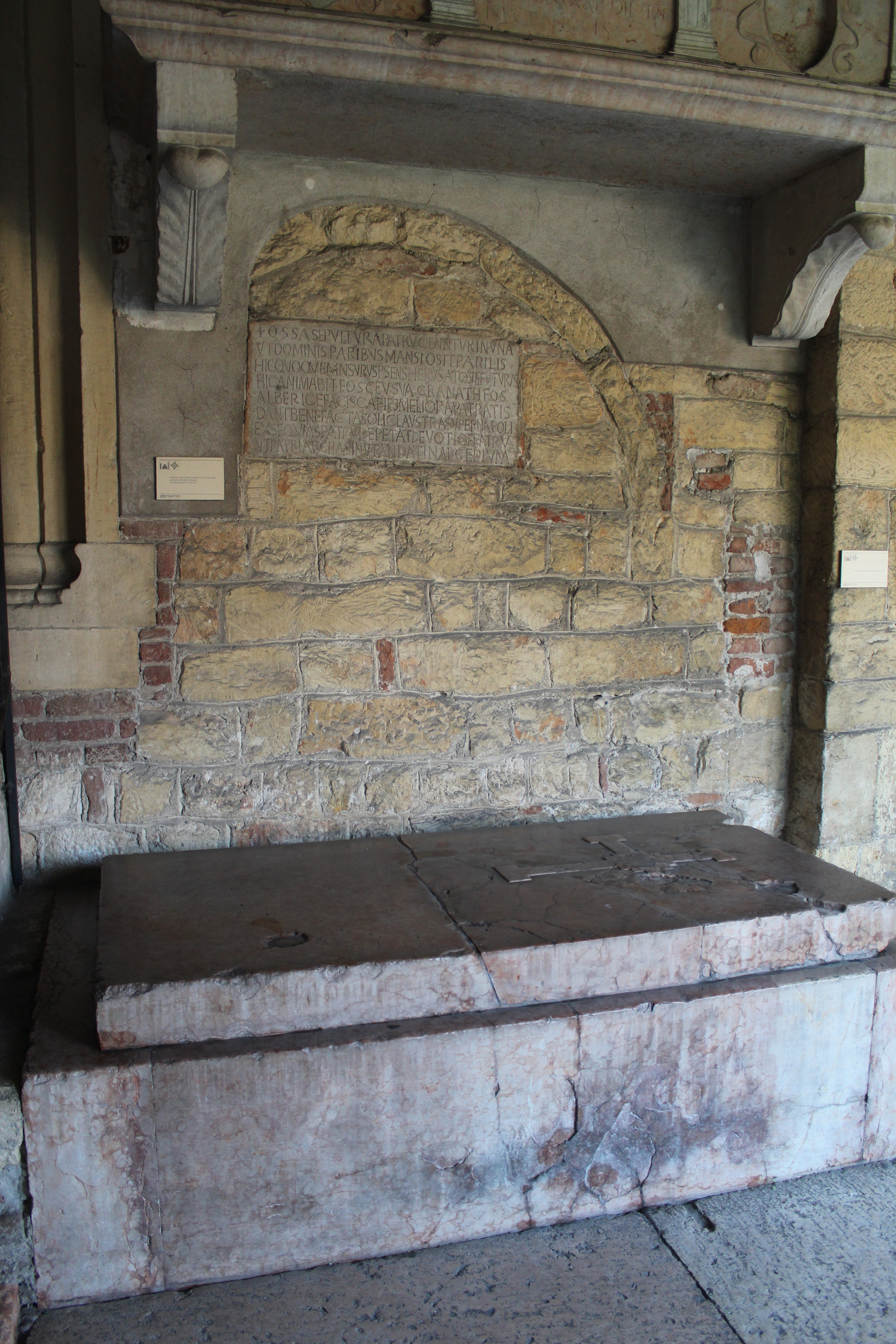
Sepolcro dei monaci con sopra l'iscrizione che lo ricorda

Sul lato meridionale vi è il già citato sepolcro dei monaci dell'abbazia fatto costruire nell'XI secolo dall'abate Alberico; seppur non si sia certi che quello attuale sia quella originale, si tratta di una tomba in marmo rossa chiusa da una spessa lastra su cui vi è una grande croce in rilievo, e sopra di essa una scritta lo ricorda. Di fianco si apre la porta che conduce alla chiesa superiore, provvista di una lunetta con un affresco degli inizi del Trecento con raffigurata una Madonna con due angeli.
Sul muro del lato orientale vi è un vasto affresco del pittore veronese Jacopo Ligozzi in cui ha rappresentato un Giudizio Universale e un'Allegoria. Sul medesimo muro si apre una porta che permette l'accesso, scendendo alcuni gradini, al cosiddetto sacello di San Benedetto, sopra la quale vi è una lunetta affrescata alla fine del XIV secolo con una Madonna con due santi vescovi.

### Sacello di San Benedetto
Lungo il fianco meridionale del chiostro si apre una porta attraverso la quale si può accedere al cosiddetto sacello (o oratorio) di San Benedetto. Si tratta di un piccolo locale a pianta quadrata, diviso in tre navatelle, di uguali dimensioni, coperte da nove volte a crociera sorrette da quattro sostegni in gran parte realizzati attraverso materiali di reimpiego risalenti ad epoche assai diverse. Tra questi, degni di nota un pulvino del VI secolo in stile bizantino e un cippo romano posto in un pilastro parietale. Le pareti presentano una decorazione a quadrati gialli, rossi e verdi del XIV secolo, mentre sulla parete nord vi è un frammento di affresco non facilmente leggibile.
Sono state proposte diverse epoche a cui far risalire la realizzazione di tale sacello, tra le più attendibili vi è quella formulata dallo storico dell'arte Wart Arslan che lo ritiene un'opera del XII secolo, mentre altri, pur concordando sulla datazione, propongono che si sia trattato di una ristrutturazione di un precedente piccolo edificio che risalirebbe addirittura all'epoca romana (IV-V secolo). Sono state fatte diverse supposizioni sulla funzione originale di tale locale, tra queste è stato proposto che poteva trattarsi dell'antica sagrestia o della sala capitolare. Il nome di "San Benedetto" deriva dal fatto che nel 1723 venne trovata una lapide la cui incisione raccontava di come un monaco dell'abbazia avesse fatto edificare a sue spese «hoc opus ecclesie sancti benedicit».

### Esplicative
1. ↑  A titolo di esempio, è appurato che lo scriptorium della cattedrale di Verona fosse attivo almeno dal 517 (forse già da un secolo prima) ovvero dalla data impressa sul codice di Ursicino che qui è custodito. Da tale scriptorium ebbe origine la biblioteca capitolare ancora oggi esistente e dunque considerata la più antica al mondo ancora in attività. In Parolotto, 2002, p. 10.
2. ↑  Nel codice è scritto semplicemente «missale quod fuit episcopi Abelardi», gli storici propendono quindi per Adelardo Cattaneo, invece che per il suo omonimo Adalardo di Verona vescovo tra il IX e X secolo. In Parolotto, 2002, p. 8.
3. ↑  Oltre a quello di San Zeno, vennero soppressi quello di San Nicolò al Lido, l'abbazia di Busco, e quello dei Santi Nazaro e Celso a Verona. In Parolotto, 2002, p. 39.
4. ↑  L'iscrizione sulla pietra sepolcrale è la seguente: «OSSA SEPULTURA PATRUM CONDUNTUR IN UNA, UT DOMINIS PARIBUS MANSIO SIT PARILIS: HIC QUOQUE MANSURUS PRESENS HERUS ATQUE FUTURUS HIC ANIMABIT EOS, CEU SUA GRANA, THEOS. ALBERICE FACIS, CAPIES MELIORA PATRATIS, DANT BENE FACTA SOLI, CLAUSTRA SUPERNA POLI EXSEQUIAS PATRUM REPETAT DEVOTIO FRATRUM, UT PATRIARCHA SINUM PANDAT IN ARCE PIUM». In Simeoni, 1909, p. 12.

### Bibliografiche
1. ↑  Parolotto, 2002, p. 1.
2. ↑  Biancolini, 1749, p. 41.
3. 1 2  Parolotto, 2002, p. 2.
4. ↑  Fainelli, 1940, p. 95.
5. ↑  Parolotto, 2002, p. 3.
6. ↑  Parolotto, 2002, pp. 5, 10.
7. 1 2 3  Parolotto, 2002, p. 4.
8. 1 2 3  Parolotto, 2002, p. 14.
9. 1 2 3  Parolotto, 2002, p. 5.
10. ↑  Solinas, p. 265.
11. ↑  Simeoni, p. 141.
12. ↑  Parolotto, 2002, pp. 6-7.
13. ↑  Parolotto, 2002, p. 6.
14. ↑  Parolotto, 2002, p. 7.
15. ↑  Parolotto, 2002, p. 8.
16. ↑  Parolotto, 2002, p. 9.
17. ↑  Parolotto, 2002, p. 1.
18. ↑  Parolotto, 2002, p. 11.
19. ↑  Da Lisca, 1941, p. 138.
20. ↑  Valenzano, 1993, p. 12.
21. ↑  Parolotto, 2002, p. 12.
22. ↑  Parolotto, 2002, p. 13.
23. ↑  da Persico, p. 147.
24. ↑  Parolotto, 2002, pp. 16-18.
25. ↑  Parolotto, 2002, p. 19.
26. ↑  Parolotto, 2002, p. 20.
27. ↑  Parolotto, 2002, p. 21.
28. ↑  Parolotto, 2002, p. 26.
29. ↑  Parolotto, 2002, p. 29.
30. ↑  Parolotto, 2002, pp. 30-31.
31. ↑  Parolotto, 2002, p. 39.
32. ↑  Parolotto, 2002, pp. 42-43.
33. ↑  Parolotto, 2002, p. 43.
34. 1 2  Borelli, 1980, p. 50.
35. ↑  Borelli, 1980, p. 58.
36. ↑  Borelli, 1980, p. 57.
37. ↑  Borelli, 1980, pp. 73-74.
38. ↑  Borelli, 1980, p. 108.
39. 1 2  Castagnetti, 1983, p. 45.
40. ↑  Fainelli, 1963, n. 27.
41. ↑  Fainelli, 1963, n. 56.
42. ↑  Fainelli, 1940, n. 93.
43. ↑  Per tutte le vicende riguardanti la Vallis Strusa si veda Varanini, 2005a, pp. 167-169 e 174-175.
44. ↑  Varanini, 2005b, p. 184.
45. 1 2  Varanini, 1997, p. 42.
46. ↑  Varanini, 1997, p. 51.
47. ↑  Varanini, 2005b, p. 185.
48. ↑  Varanini, 2005b, pp. 183-187.
49. ↑  Varanini, 2005b, p. 192.
50. ↑  Varanini, 2005b, pp. 189-191.
51. ↑  Varanini, 2005b, pp. 217-226.
52. ↑  Varanini, 2005b, pp. 203-204.
53. ↑  Varanini, 2005b, pp. 210-211.
54. ↑  Castagnetti, 1972, p. 96.
55. ↑  Castagnetti, 1972, p. 128.
56. ↑  Castagnetti, 1972, p. 125.
57. ↑  Castagnetti, 1972, pp. 128-129.
58. ↑  Come già visto sopra, si veda nota 57
59. ↑  Castagnetti, 1972, pp. 140-141.
60. ↑  Castagnetti, 1972, p. 107, nota 53.
61. ↑  Patuzzo, 2010, p. 114.
62. ↑  Cozzi, 1992, p. 324.
63. ↑  Da Lisca, 1941, p. 261.
64. ↑  Benini, 1988, p. 218.
65. ↑  Puppi, 1981, L'interno.
66. ↑  Patuzzo, 2010, pp. 126-127.
67. ↑  Benini, 1988, p. 216.
68. ↑  Da Lisca, 1941, pp. 92-93.
69. ↑  Patuzzo, 2010, p. 122.
70. ↑  Da Lisca, 1941, p. 95.
71. ↑  Arslan, 1939, pp. 183-187.
72. ↑  Da Lisca, 1941, p. 43.
73. ↑  Solinas, 1981, p. 246.
74. ↑  Castagnetti, 1991, pp. 122-123.
75. ↑  Da Lisca, 1941, p. 79.
76. ↑  Da Lisca, 1941, p. 78.
77. 1 2 3  Notiziario della Banca Popolare di Verona, 1998, n. 4.
78. 1 2 3 4  Benini, 1988, p. 220.
79. ↑  Simeoni, 1909, p. 12.
80. ↑  Da Lisca, 1941, p. 270.
81. 1 2  Da Lisca, 1941, p. 271.
82. ↑  Arslan, 1939, p. 203.
83. ↑  Arslan, 1939, p. 204.
84. ↑  Lorenzoni e Valenzano, 2000, p. 216.